# Битвы за Тамыш
Бои за Тамыш (груз. ბრძოლა სოფელ ტამიშისთვის; абх.  Тамыш азы аибыслара) — Войсковая операция в ходе войны в Абхазии 1992—1993 года, высадка десанта абхазских сил и иностранных десантников из Молдовы (Приднестровья) и России. Часть июльской операции (попытка взять «трассу Сухум — Гал» и по совместительству отвлекающий манёвр в тянувшихся с января 1993 года боях за окрестности Сухуми).

## Силы сторон
По заявлениям абхазской стороны, с их стороны выступали только абхазы и отдельные иностранные добровольцы. По версии грузинской стороны, большу́ю часть десанта составляли профессиональные российские военные, скрывшие факт своего присутствия и, по версии грузинского аналитика Бочо Шугария и мнению генерал-лейтенанта Гурама Николаишвили, официально либо демобилизованные, либо находившиеся «в отпуске».
По версии грузинской стороны, высадка десанта планировалась и координировалась Генштабом министерства обороны РФ. По мнению Гурама Николаишвили (принимавшего участие в битве), в ту ночь в Тамыше высадилось около 500 солдат, руководимых российским генералом Александром Лебедем (Среди бойцов было много русских и казаков, в основном из Крыма и Молдовы, что объяснялось тем, что брат Лебедя в то время командовал одним из полков в Молдове).
С гор к морю проходит река, по правую сторону которой (в сторону Сухуми и села Гумиста) 2 июля располагалась 11-я армейская бригада под командованием Давида Тевзадзе, а по левую сторону (в Очамчире) — 24-я бригада. Сам Тамыш был относительно уязвим, особенно с моря, поскольку до этого все атаки всегда шли с суши. Грузинская артиллерия располагалась в районе Очамчирского морпорта.

## Ход боёв

### Действия абхазской стороны
1 июля абхазская сторона возобновила артиллерийский обстрел Сухуми. Параллельно с десантом планировалась вылазка малой группой вблизи Сухуми, но из-за сложности пересечения реки вброд место и время операции были перенесены.
Со слов начальника артиллерии 24-й бригады полковника Наури Джикия, в ночь с 1 на 2 июля радиолокационные станции на сухумских кораблях засекли 4 неизвестных судна, шедших из Новороссийска в Батуми. Ему пришло сообщение, что ожидается их высадка: «В Очамчире стоял российский флот, я звонил им и спрашивал об этих кораблях. Они сказали, что не ответят на наше сообщение. У меня возникли подозрения, и я поднял бригаду по тревоге». Корабли были представлены 2 баржами (проект 106, российская «МСБ-12» и абхазская «МСБ-24») и 2 катерами.
Корабли прибыли к берегу ночью, ещё в темноте. Им должны были противостоять 24-я и 11-я армейские бригады, а также батальоны «Душети» и «Шавнабада».
Первыми к берегу в 4:30 пристал «МСБ-24» с 300 десантниками и два катера. Высадка началась в темноте, на болотистом берегу между сёл Тамыш и Киндыг. Десант высадился, но выгрузить технику там было невозможно.
На рассвете «МСБ-12» разгрузился в селе Тамыш, где они встречаются с высадившимися ранее тамышской и рекской группами под командованием Зазы Зантария. Абхазские десантники вывезли одну из двух установок «град» с баржи и, не успев окончательно разгрузиться, начали ответный обстрел грузинских сил (открывших огонь со стороны Очамчырского морпорта).
Одновременно с высадкой десанта абхазская сторона начала наступление из Ткварчели силами, в 2-3 раза превосходящими десант. С грузинской стороны около двух тысяч человек успели присоединиться к бою непосредственно в Тамыше и его окрестностях. Гурам Николаишвили вспоминал, что остальные находились на позициях, которые нельзя было оставить, поскольку главной целью десанта было не непосредственное взятие Тамыша, а содействие взятию Сухуми.
2-3 июля идут жестокие бои, абхазы с подоспевшими подкреплением занимают детскую школу (ранее служившую базой грузин), выходят на центральную дорогу и выбивают грузин, продвигаясь вплоть до села Кутол.
До 9 июля десантники контролировали коридор около 10 километров, не давая возможности грузинскому военному командованию перебрасывать подкрепления в район Сухуми.

### Действия Грузинской стороны
По словам Гурама Николаишвили, основные грузинские силы были сосредоточены в Гумисте и готовились отразить наступление на неё. Из-за параллельного десанту начала наступления не удалось эвакуировать оттуда войска; «Десант был произведён в Тамыше, чтобы дополнительные силы не смогли войти в Сухуми».
1-2 июля грузины переправились через реку в Мокве.
2 июля Грузины вошли в село Цагера.
2 июля с 11:00 до 19:00 вёлся обстрел села Тамыш. Тем же днём грузины получили отпор от поспевшего на помощь абхазского десанта, они устроили базу в Тамышской детской школе, оттуда вели боевые действия. К Тамышу было стянуто 11 грузинских батальонов, 3 танка (они были уничтожены подоспевшими на помощь силами «восточного фронта» абхаз). По грузинам были нанесены удары из установок «Град». Абхазы штурмовали школу и заняли её.
Согласно осетинским источникам, 2-3 июля уничтоженный грузинский батальон «Аваз» из Душети отступал, бросив оружие и снаряжение.
7 июля в бой вблизи села Тамыш вступило судно «Gantiadi».

## Результат битвы
Грузинской стороной (в частности президентом Шеварнадзе) отступление и уход абхазского десанта был воспринят как уверенная победа; на этом фоне 28 июля было подписано предварительное мирное соглашение, которое предусматривало отвод вооружения и военной техники, в том числе артиллерийской, на расстояние примерно 10–15 км от установившейся линии фронта. Однако артиллерия была главным козырем грузинских сил, давшим им боевое преимущество. Правительство Грузии в третий раз доверилось соглашению, достигнутому при посредничестве России, и добросовестно выполнило его условия: переместили артиллерийские установки не просто на 15 км, а в район Поти, выведя механизмы из боевого положения. А уже в сентябре, когда для обороны Сухуми потребовалась техника, перевезти ее было практически невозможно.

## Увековечение
В 2008 был в Тамыше был открыт памятник погибшим десантникам. В 2019 году он был восстановлен. В 2020 году у памятника отдал честь погибшим президент Абхазии.
Памятник погибшим при обороне села Тамыш установлен в Тбилиси.